# 白岩町
白岩町（しらいわまち）は山形県西村山郡にあった町。現在の寒河江市の北半、寒河江川左岸にあたる。本項では町制前の名称である白岩村（しらいわむら）についても述べる。

## 地理
- 山：碁盤森山、吹場平山、清水山、黒森山、上ノ山、大滑山、三合山、黒盛山、葉山
- 河川：寒河江川、熊野川、実沢川

## 歴史
- 1889年（明治22年）4月1日 - 町村制の施行により、白岩村、留場村、田代村、幸生村、宮内村の区域をもって白岩村が発足。
- 1900年（明治33年）2月8日 - 白岩村が町制施行して白岩町となる。
- 1954年（昭和29年）11月1日 - 寒河江市に編入。同日白岩町廃止。

## 交通

### 鉄道路線
- 山形交通（現・ヤマコー）
  - 三山線
    - 白岩駅 - 上野駅 - 羽前宮内駅

### 道路
- 六十里越街道（現・国道112号）